# Assunzione della Vergine (Romanino)
L' Assunzione della Vergine è un dipinto olio su tela di Girolamo Romanino realizzato tra il 1540 e il 1545 come pala dell'altare del transetto a sinistra della basilica di Sant'Alessandro in Colonna di Bergamo, dove è conservato.

## Storia
La grande tela raffigurante la scena dell'assunzione al cielo della Vergine fu commissionata all'artista bresciano, per essere posta nella grande basilica dedicata al santo bergamasco, e dove si narra fosse avvenuto il suo martirio e la sua decapitazione, dai rappresentanti del consorzio di Sant'Alessandro che gestiva la chiesa, e dall'allora parroco don Donato de Fenaroli.
Il dipinto è stato oggetto di studio e di restauro da parte della Fondazione Credito Bergamasco nel 2015.
La tela ebbe una prima ricollocazione durante i lavori di ampliamento dell'aula della chiesa nel 1713, venendo spostata dalla prima cappella a destra all'altare nel transetto sinistro, obbligando però una modifica nel formato della tela.
Nel 1835-1837 fu realizzata l'ancona in stile impero su progetto dell'architetto milanese Pietro Pestagalli e fu ricostruita la centina con pezzi di tela provenienti da un dipinto che parrebbe essere un ritratto maschile del XVII secolo. La parte ridipinta della tela ha sicuramente rinnovato anche alcuni soggetti raffigurati, in particolare i due angeli nudi posti lateralmente, di questo lavoro sono rimasti i segni dei chiodi dell'intelaiatura necessaria alla modifica del dipinto.
Durante il primo conflitto mondiale, dopo la sconfitta di Caporetto, tutte le opere maggiori conservate nelle chiese della bergamasca furono trasferite a Roma in deposito a palazzo Venezia. Tra gli ottanta dipinti fu imballato e spostato anche il Romanino. Il quadro fece ritorno su carri a Bergamo con le altre opere il 30 marzo 1920 dove era atteso dal restauratore Mauro Pelliccioli in quale controllò lo stato di deperimento dell'opera con il sottotenente Nello Tarchiani, ispettore del fiorentino Museo di San Marco. Il restauratore si assunse l'incarico di ripulire la tela dalle macchie di umidità.

Durante il secondo conflitto la tela fu collocata nel castello della famiglia Solza tra giugno 1940 e luglio 1945. Prima di essere reinserita nella sua sede la tela fu restaurata nuovamente da Arturo Cividini. Vent'anni dopo, perché l'opera potesse venire esposta alla mostra dedicata all'artista a Brescia curata da Gaetano Panazza, fu eseguito un ulteriore restauro dell'opera da Giuseppe Arrigoni a un costo di 250.000 lire. Fu allora eseguito un lavoro di ritensionatura della tela con aggiunta di fasce laterali e rinforzi e una ricoloratura perché la tela nei colori risultava essere notevolmente indebolita, inaridita, restauro che però creò alcuni danni ai colori originali del Romanino.
Il dipinto è stato oggetto di restauro da parte della Fondazione Credito Bergamasco curato da Minerva Tramonti Maggi e Alberto Sangalli.

## Descrizione
La tela è conservata come pala dell'altare posto nel transetto a sinistra della chiesa a croce latina. Il dipinto ci riporta all'anima inquieta dell'artista che si allontanava dal classicismo degli artisti a lui coevi come Il Moretto.

Il retro della tela presenta un'intelaiatura non originale in assi in legno d'abete, con traversature poste orizzontalmente e verticalmente, probabilmente realizzata nell'Ottocento quando fu collocata nel nuovo altare su progetto di Pietro Pestagalli.

L'opera è composta da due tele poste verticalmente e da due di misura inferiore poste lateralmente a sinistra.

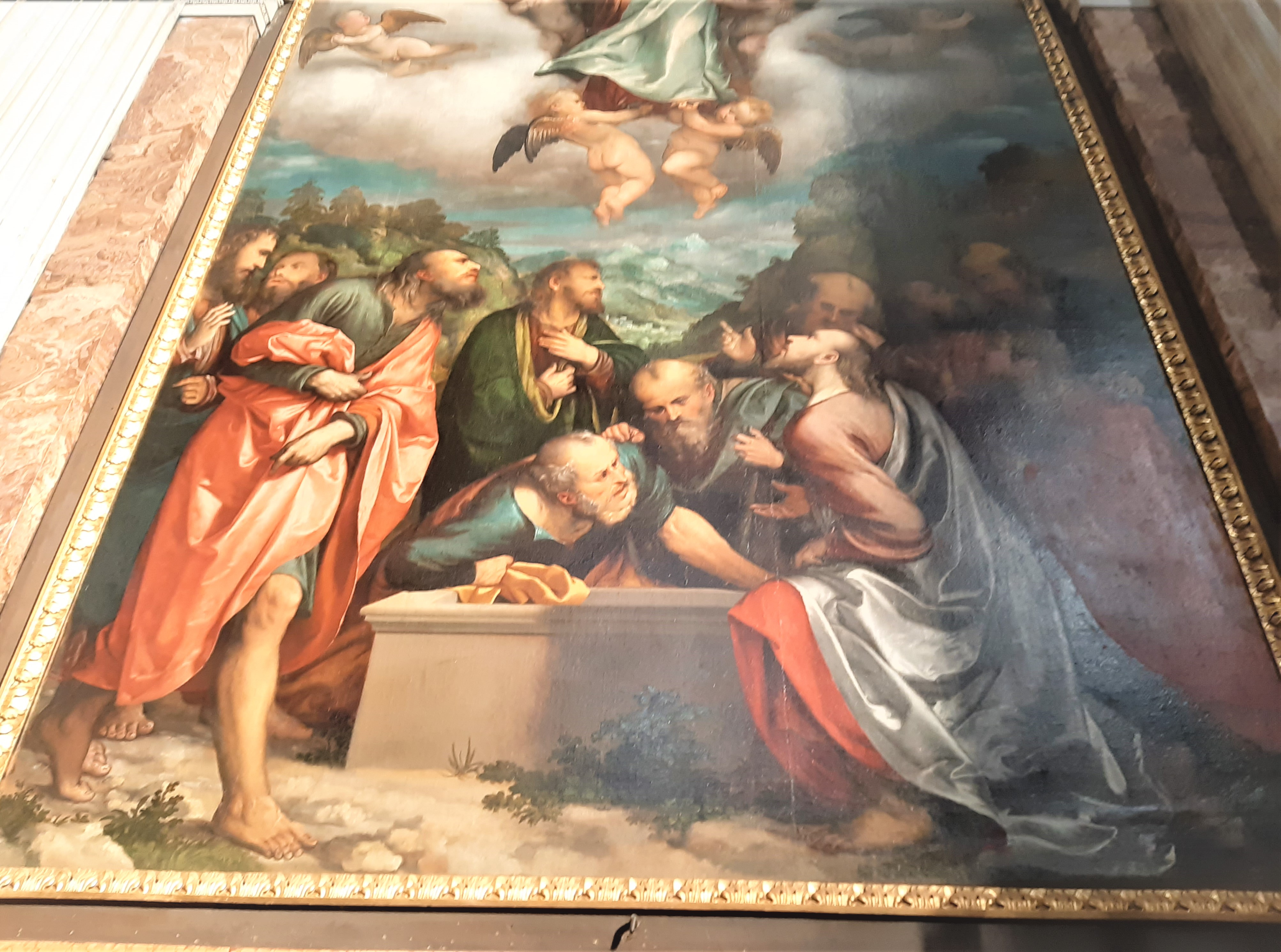
Particolare della tela dell'Assunzione della Vergine del Romanino

La pittura si compone su due livelli, unico collegamento tra le due parti è il mantello serico della Madonna, con quello argenteo del discepolo raffigurato a tre quarti di spalle in primo piano, che la guarda devoto. Le due parti sono divise dal cielo dalla intensa tonalità di azzurro e dal paesaggio di un verde autunnale che ha in lontananza forse le montagne imbiancate della bergamasca.

Il livello superiore raffigura la Madonna con una veste rosea e avvolta in un manto colore azzurro, posta in una mandorla di nubi e sollevata da angioletti che l'accompagnano lentamente verso la luce del cielo che la illumina e dove è raffigurata la presenza di Dio in una luce dorata nell'atto di incoronarla.
Nel livello inferiore della tela sono raffigurati i discepoli che sconvolti e increduli guardano il sepolcro ormai irrimediabilmente vuoto. Un gruppo di discepoli sul lato destro dell'opera si consulta, confabula, si chiede. Il gruppo centrale si getta quasi dentro il sepolcro vuoto per vedere di meglio comprendere il miracolo, e il gruppo a sinistra pare accettare come segno divino quanto accaduto. I colori intensi dell'opera tra i rossi le sfumaturae di arancio e l'argento rappresentano lo spirito dei discepoli che è lo spirito dell'artista bresciano, la rabbia e la fede. La rabbia è di chi ama e vede qualcuno non essere più presente, e la fede di chi crede e accetta qualche cosa di più grande.